# Бунденталь
Бунденталь (нем. Bundenthal) — община в Германии, в земле Рейнланд-Пфальц. 
Входит в состав района Юго-западный Пфальц. Подчиняется управлению Данер Фельзенланд.  Население составляет 1137 человек (на 31 декабря 2010 года). Занимает площадь 10,22 км².

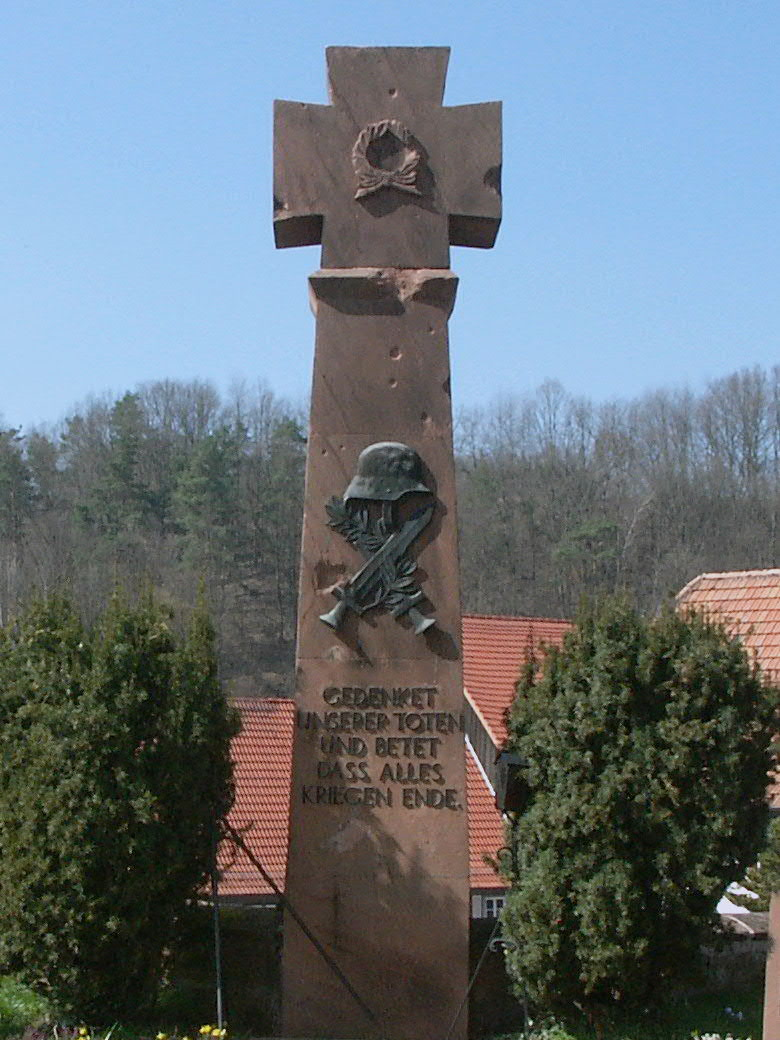
Памятник